# Кордишівка (станція)
Кордишівка — проміжна станція Південно-Західної залізниці (Україна), розташована на дільниці Козятин I — Вінниця між зупинними пунктами Сигнал (відстань — 3 км) і Миколаївка (6 км). Відстань до ст. Козятин I — 10 км, до ст. Вінниця — 54 км.

## Історія
Відкрита 1879 року.